# Erythroxylum havanense
Erythroxylum havanense är en tvåhjärtbladig växtart som beskrevs av Nikolaus Joseph von Jacquin. Erythroxylum havanense ingår i släktet Erythroxylum och familjen Erythroxylaceae. Utöver nominatformen finns också underarten E. h. haitiense.